# ミニーマウス
ミニーマウス (Minnie Mouse) は、ミッキーマウスの“永遠のガールフレンド”として登場するディズニーアニメーションのキャラクター。頭にはチャームポイントともいえる大きなリボン、それとコーディネートされたワンピースやドレスを着用し、白いドロワーズと大きめの靴を履いているスタイルが定番。デビューから暫くはスカート姿に一輪の花を挿した帽子を被って登場することが多かった。

## 概要
1928年11月18日公開の『蒸気船ウィリー』でスクリーンデビュー。しかし厳密には同年5月15日に試写されたサイレント映画『プレーン・クレイジー』他で既にミッキーと共演している。『プレーン・クレイジー』を含むデビュー前の2作は『蒸気船ウィリー』公開後にトーキーで公開されている。
ミニーを主人公にしたアニメシリーズは少ないが、70を超える作品にミッキーやプルートなどのキャラクターと共に出演している。
また、1929年8月28日公開の『ミッキーのフォーリーズ』にて披露されたミニーのテーマソング「ミニーのユー・フー!」はディズニーの短編映画中で使われた曲でも初めて明確な歌詞が付けられたものであり、世界初のアニメソングとされている。

## 声優
英語版声優
| 作品 | 声優                   |
| --- | ---------------------- |
| 『蒸気船ウィリー』〜『プレーン・クレイジー』（1928年 - 1929年）                                                  | ウォルト・ディズニー   |
| 『バーン・ダンス』〜『ミッキーの一難去ってまた一難』（1929年 - 1939年） 『ミッキーのミニー救出大作戦』（2013年） | マーセリット・ガーナー |
| 『ミッキーのつむじ風』〜『ミッキーの青春手帳』（1941年）                                                         | テルマ・ボードマン     |
| 『ミッキーの誕生日』〜『プルートのクリスマス・ツリー』 （1942年 - 1952年）                                       | ルース・クリフォード   |
| 『D-TV』〜『ミッキーマウス ミックス・アドベンチャー』（1987年 - 2020年）                                         | ルシー・テイラー       |
| 『ミッキーマウス ミックス・アドベンチャー』〜（2020年 - 現在）                                                   | ケイトリン・ロブロック |

日本語吹き替え声優
- 天地総子（1960年代）- 日本コロムビア版
- 下川久美子（1980年 - 1988年）- ポニー版・バンダイ版（廃盤）
- 土井美加（1984年 - 1985年）- 日本テレビ「ミッキーマウスとドナルドダック」
- 水谷優子（1989年 - 2016年）- BVHE版初代
- 遠藤綾（2016年 - 現在）- BVHE版2代目

## 性格
誰よりもミッキーを大切に思っている女の子で他の誰かが自分にアプローチしても「ミッキーが好きなの」と言ってきっぱり断るほど。おしゃれが大好きで感受性も豊か、歌やダンスも得意である。親切で思いやりもあるので友達も多い人気者である。時に気が強い場面もある（『プレーン・クレイジー』は無理矢理キスをしてきたミッキーに平手打ちしている）。一番の親友はドナルドダックの恋人のデイジーダックで一緒にショッピングに出かけたりして遊んでいる（別の友達はグーフィー、チップ&デール、クララベル・カウ、ホーレス・ホースカラー、クララ・クラックとプルート）。幼なじみのモーティマー・マウスはミニーのことが好きでミッキーの恋のライバル。
口癖
「Why, hello!」、「Yoo-hoo!」、「Oh, Mickey!」、「Aren't you sweet?」
趣味
お菓子作り･ショッピング･音楽･ダンス･ガーデニング。

## 家族
孤児であり、出演した作品に両親や兄弟・姉妹（ミッキーには母親・兄姉がいる）が登場するシーンはないが、コミック・ストリップには、おじにモーティマー・マウス（幼なじみと同名のキャラクター）、双子の姪のミリーとメロディが登場している。
ミリーとメロディは両者とも小さなミニーのような見た目であるが、ミッキーの甥のモーティーとフェルディーと同様、身に着けているものの色以外は全く同じに描かれている。ミリーはリボンや服が水色で、メロディはそれがピンク色であるが、それ以外では見た目では全く区別がつかない。
ミニーの正確な誕生日は明らかにされていない（ミッキーは公式に誕生日が設定されている）。しかし、ディズニー・チャンネルでは、ミニーの誕生日を11月18日として、特集番組を放送している。

### ペット
フィフィという名の飼い犬がいる。フィフィとミッキーの飼い犬プルートとの間には、5匹の子犬がいる。またミニーがプルートを飼ったこともある。
フィガロという名の飼い猫がいる。このフィガロは元は『ピノキオ』にてゼペットの飼い猫として登場していたキャラクターである。フィガロは『フィガロの短編映画シリーズ』としてスピンオフ作品が制作されている。

## 名前について
1942年1月19日から同年5月2日まで出版されていた漫画雑誌『The Gleam』の中の作品にはミネルヴァ・マウス (Minerva Mouse) として名前が紹介されている。これをもって、「ミニーマウスの本名はミネルヴァ・マウス（ミニーはミネルヴァの愛称）」とする説もあるが、公式には『ミニーマウス』という名前のみが登録されている。

## その他
- 1990年3月10日の京葉線の全線開通式典で、ドナルドダックとともにテープカットを行っている[4]。
- 2011年、ウォルト・ディズニー・ジャパン社によって3月2日が「ミニーの日」と制定された[5]。
- ダッフィーとシェリーメイの作成者である[6][7]。
- 職業は映画俳優兼ファッションデザイナーである。
- ミッキーマウスと同様、手にはグローブを着用しており、手の指は4本で表現される。また足は靴を履いていることがほとんどであるが、稀に素足で表現される場合、足の指も4本で表現される。
- 2022年3月の国際女性デー並びにディズニーランド・パリ開園30周年に合わせて、パンツスーツを着用したバージョンが披露されることを同年1月に発表した。イギリスのファッションデザイナーで元ビートルズのポール・マッカートニーの実娘としても知られているステラ・マッカートニーがデザインしており、ディズニーはミニーがズボンを着用するのは初めてとしている[注 2]。しかし、一部のファンや保守層から批判の声も上がっており、アメリカのFOXニュースは「ディズニーはミニーをより男性的にさせ、私たちの社会構造を破壊しようとしている」と非難している[8][9][10]。
- デビュー作である『蒸気船ウィリー』のアメリカにおける著作権保護期間が同作品の公開から95年となる2023年12月31日に終了したため、同じく同作品でデビューしたミッキーマウスと共にパブリックドメイン作品が初めて発生することになる[11][12]。なお、日本では同作品の著作権保護期間が公開から60年後[注 3]の1989年の前後に終わっていると推定されるため、既にパブリックドメイン化されている[13]。